# Ракитница (притока Праче)
Ракитница је река у Републици Српској (БиХ). Дугачка је 25 km. Извире на висини од 800 m испод Ступног дола, источно од села Ракитнице и западно од села Шенковићи. Пресеца Рогатичку котлину и успут прима потоке Берег, Радаву и Грачаницу, у самом граду два потока Топлик и Сутјеску и даље поток Лукавицу.
Део тока реке кроз Рогатицу је уређен и регулисан. У центру града, на Ракитници је и чувено купалиште Закула. У месту Саставци (480 m) улива се у реку Прачу.